# Pierre Lissac
Pour les articles homonymes, voir Lissac.
Pierre Marie Joseph Lissac, né le 19 mars 1878 à Limoges et mort le 29 mai 1955 à Chevreuse, est un artiste peintre, illustrateur et graveur sur bois français. Il est aussi connu comme caricaturiste sous les noms de « Pierlis » et « Kiss ».

## Biographie
Pierre Lissac est admis le 13 juillet 1897 à l’École des beaux-arts de Paris sur les recommandations de Jean-Paul Laurens et du peintre orientaliste Benjamin-Constant ; il suit les cours de Jules Lefebvre et, à l'Académie Julian, ceux de Tony Robert-Fleury.
Dès les années 1910, signant Pierlis ou Kiss, il collabore à un nombre important de périodiques humoristiques illustrés comme L'Assiette au beurre, Le Rire, La Vie parisienne, Fantasio, La Baïonnette (1915-1918), Les Annales politiques et littéraires, mais aussi pour des scènes régionalistes ou de genre, parfois gravées, et que l'on trouve dans La Revue limousine, L'Illustration, Demain et Le Matin.
En 1924, à l'apogée de sa gloire en tant que caricaturiste, il relance la Société des dessinateurs humoristes. De 1920 à 1950, Lissac illustre une grande quantité d'ouvrages : des romans d'auteurs contemporains (dont François Mauriac) à partir notamment de gravures sur bois, des livres destinés à la jeunesse (collections Bibliothèque verte, Pourpre ou des albums du toulousain B. Sirven) et aussi quelques éditions érotiques vendues par souscription. Des publicités ont été également répertoriées (établissements Nicolas, Cognac Hennessy, assurances L'Union).
Pierre Lissac assure une carrière de peintre, membre-exposant de la Société nationale des beaux-arts, présent au salon de la Société des artistes français, au Salon des indépendants (1907, 1910), au Salon d’automne, parfois sous l'étiquette régionaliste de « membre de la ruche limousine de Paris ». En 1937, il présente des travaux durant l'exposition universelle de Paris.
Au moment du déclenchement de la Seconde Guerre mondiale, il réussit à passer au Maroc où il s'établit jusqu'en 1945, ouvrant un atelier à Rabat et produisant des aquarelles orientalistes (paysages, scènes de rue), qu'il expose jusqu'en Algérie. Il retourne régulièrement au Maroc entre 1950 et 1951.
En 2005, une partie du fonds de son atelier est dispersé aux enchères.

## Œuvre

### Conservation
- Lavandières, aquarelle, Institut d'art de Chicago
- La vieille église, huile sur toile, 60 x 49 cm, Gray (Haute-Saône), musée Baron-Martin

### Auteur
- Luce et Colas apprennent à lire, texte et dessins, Paris, Delagrave, 1929.
- Luce et Colas font du sport, texte et dessins, Paris, Delagrave, 1934.
- Luce et Colas il était une fois, texte et dessins, Paris, Delagrave, s.d.

### Ouvrages illustrés

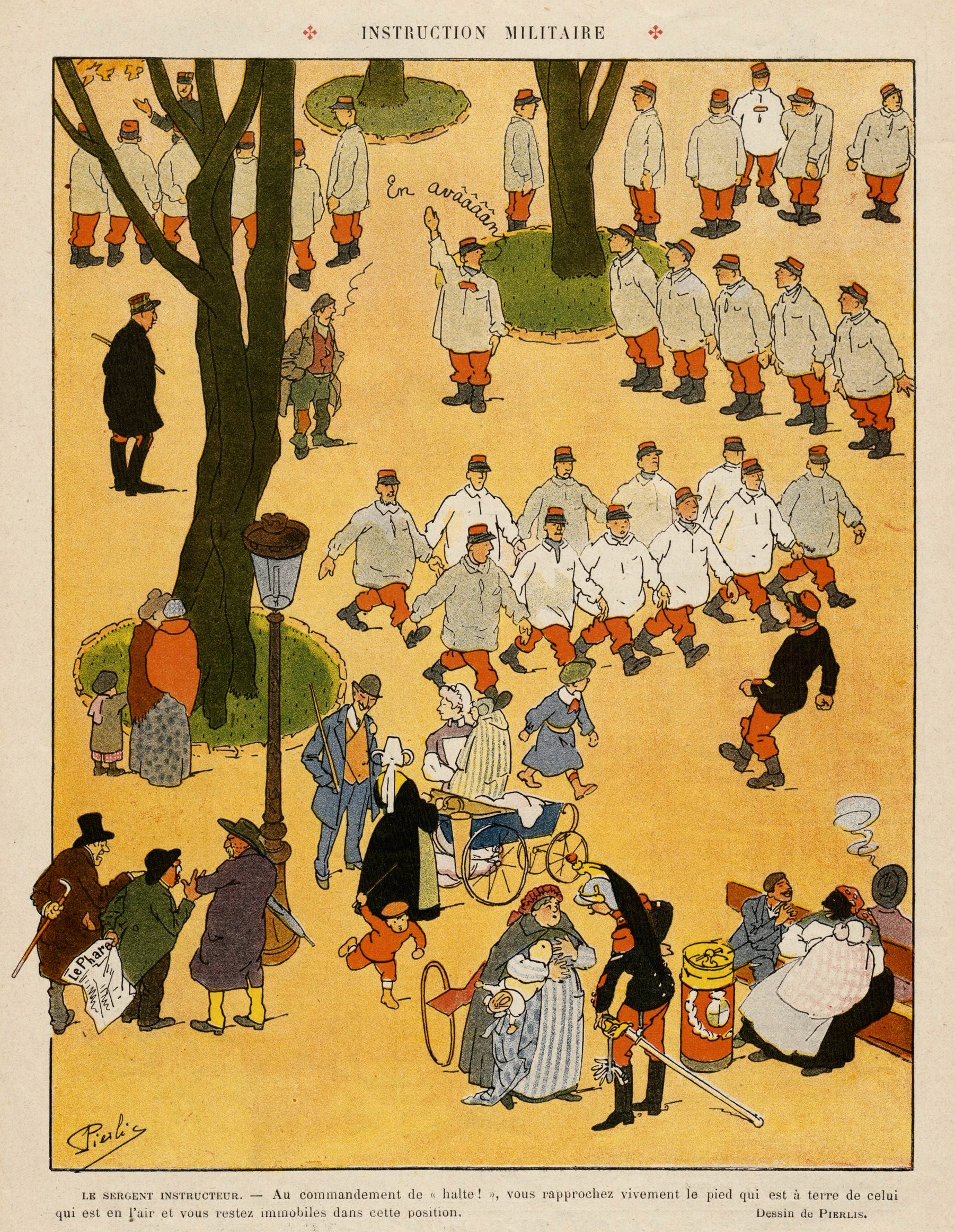
Instruction militaire, illustration pour Le Rire du 14 mai 1910.

- Maurice Thiéry, Les petits héros de la guerre, Paris, Delagrave, 1920.
- José Germain, Pour Genièvre, bois originaux de Pierre Lissac, coll. Le Livre moderne illustré, Paris, J. Ferenczi et fils, 1923.
- Edmond Jaloux, La fête nocturne, bois originaux de Pierre Lissac, coll. Le Livre moderne illustré, Paris, J. Ferenczi et fils, 1924.
- François Mauriac, Le Mal, Paris, Grasset, 1924.
- Raymond Escholier, Quand on conspire, édité avec 12 bois gravés, Orléans, Impr. orléanaise, 1925.
- François Mauriac, La Robe prétexte, Paris, Grasset, 1925.
- André Lamandé, Ton pays sera le mien, avec un bois gravé, Paris, Bernard Grasset, 1925.
- Maurice Genevoix, La Boîte à pêche, Paris, Grasset, 1926.
- François Mauriac, L'Enfant chargé de chaînes, Paris, Grasset, 1926.
- Louis Faivre, Toum, couverture d'apr. un bois gravé, Paris, Bernard Grasset, 1926.
- Gaston Chérau, Le monstre, bois originaux, coll. Le Livre moderne illustré, Paris, J. Ferenczi et fils, 1928
- André Thérive, Le Limousin pittoresque, 1928.
- Édouard Estaunié, Tels qu'ils furent, La Collection française no 23, Paris, Henri Cyral, 1929.
- Édouard Michaud, La femme à la coupe, Paris, Spes, 1929.
- Gaston Chérau, Valentine Pacquault, bois originaux, coll. Le Livre moderne illustré, Paris, J. Ferenczi et fils, 1930.
- Alphonse Daudet, Contes du lundi, La Collection française no 29, Paris, Henri Cyral, 1930.
- Jean Camp, Le Cid est revenu, compositions en couleurs, Bobigny, Imprimerie-éditions de L'Illustration, 1931.
- Noëlle Roger, Le Chercheur d'ondes, coll. La Petite Illustration, Paris, 1931.
- Pierre Louÿs, Les Chansons de Bilitis, La Collection française no 36, Paris, Henri Cyral, 1932.
- Raymond Escholier, L'Herbe d'amour, Paris, éditions de L'Illustration, 1931.
- Jacqueline Lagrange, Crusoette, illustrations avec Jean Chaudeurge, Paris, Spes, 1934.
- Alice Cruppi, L'héroïque équipée de Pattes-Blanches, Paris, Armand Colin, 1935.
- Charles Dickens, Olivier Twist, adapté par H. Duclos de la Maldère, Paris, Librairie Delagrave, 1935.
- François Fratellini, Bonsoâr Môssié, avec Noré Brunel, Paris, Delagrave, 1936.
- Edmond-Paul Gehu, Le Voyage du Ptolémée, coll. Pour tous, Tours, Mame, 1936.
- H. de La Guéronnière, Thouron, jours d'autrefois, Paris, Éditions Corrêa, [1938].
- Raymond Escholier, Cantegril, Paris, Bernard Grasset, 1948.
- Walter Scott, Kenilworth, adapté par Henriette-Anne Régnier, Paris, Delagrave, 1948.